# 高雄路
高雄路是位於中國上海市黃浦區製造局路與西藏南路之間的道路。這條路曾經是南市區與盧灣區的交界道路。
道路建於清朝同治六年（1867年），當時江南机器制造局由虹口迁至高昌庙附近建厂，高昌庙地区逐渐繁荣，道路因此形成。當時道路名為高昌庙街，路名來自高昌庙。中華民国4年（1915年）拓宽改建成弹街路，並且改名高昌庙路，中華民国35年（1946年）成為制造局路的一部分。中華人民共和國建国后改建為柏油路。1964年8月改名高雄路，路名來自台灣高雄。江南造船曾位於附近。